# Liste der Staatsoberhäupter von Libyen
Diese Liste der Staatsoberhäupter von Libyen beinhaltet von 1951 bis heute den König Libyens, den Vorsitzenden des Kommandorates, die Generalsekretäre des Allgemeinen Volkskongresses und die Präsidenten der Allgemeinen Nationalversammlung bzw. des Abgeordnetenrates.
Obwohl Muammar al-Gaddafi im März 1979 von allen Staatsämtern zurücktrat, war er der Machthaber des Landes, wobei seine Einflussmöglichkeiten im Zuge des Bürgerkrieges schrumpften.
Von Februar 2011 bis zum 23. Oktober 2011 herrschte in Libyen Bürgerkrieg zwischen dem Gaddafi-Regime und den Aufständischen mit dem von ihnen geschaffenen Nationalen Übergangsrat als eigenem Regierungsgremium. Der Nationale Übergangsrat hat am 23. Oktober 2011 nach der offiziellen Befreiungserklärung des Landes die vollständige Regierungsgewalt übernommen. Der Vorsitzende Mustafa Abd al-Dschalil war seitdem de facto (in Ausübung) Staatsoberhaupt, de jure aber nur Repräsentant des Souveräns (ähnlich wie in der Schweiz der Bundespräsident oder in Japan der Ministerpräsident).
Am 8. August 2012 wurde die Regierungsgewalt an die Allgemeine Nationalversammlung übergeben, die in den Wahlen am 7. Juli 2012 vom libyschen Volk bestimmt worden war. Die Funktion des Staatsoberhauptes ging damit auf den Präsidenten dieses Gremiums über.
| Name     | Beginn der Amtszeit | Ende der Amtszeit |
| -------- | ------------------- | ----------------- |
| Idris I. | 24. Dezember 1951   | 1. September 1969 |

| Name               | Beginn der Amtszeit | Ende der Amtszeit |
| ------------------ | ------------------- | ----------------- |
| Muammar al-Gaddafi | 8. September 1969   | 1. März 1979      |

| Name               | Beginn der Amtszeit | Ende der Amtszeit |
| ------------------ | ------------------- | ----------------- |
| Muammar al-Gaddafi | 1. September 1969   | 22. August 2011   |

| Name                           | Beginn der Amtszeit | Ende der Amtszeit |
| ------------------------------ | ------------------- | ----------------- |
| Muammar al-Gaddafi             | 2. März 1977        | 2. März 1979      |
| Abdul Ati al-Obeidi            | 2. März 1979        | 7. Januar 1981    |
| Muhammad az-Zaruq Rajab        | 7. Januar 1981      | 15. Februar 1984  |
| Mifta al-Usta Umar             | 15. Februar 1984    | 7. Oktober 1990   |
| Abdul Razzaq as-Sawsa          | 7. Oktober 1990     | 18. November 1992 |
| Zanati Mohamed al-Zanati       | 18. November 1992   | 3. März 2008      |
| Muftah Muhammad Kaiba          | 3. März 2008        | 5. März 2009      |
| Mubarak Abdallah asch-Schamich | 5. März 2009        | 26. Januar 2010   |
| Muhammad Abu l-Qasim az-Zuwai  | 26. Januar 2010     | 23. August 2011   |

| Name                    | Beginn der Amtszeit | Ende der Amtszeit |
| ----------------------- | ------------------- | ----------------- |
| Mustafa Abd al-Dschalil | 5. März 2011        | 8. August 2012    |

| Name                         | Beginn der Amtszeit | Ende der Amtszeit |
| ---------------------------- | ------------------- | ----------------- |
| Muhammad Ali Salim (Interim) | 8. August 2012      | 9. August 2012    |
| Mohamed Yusuf al Magariaf    | 9. August 2012      | 28. Mai 2013      |
| Giuma Attaiga (Interim)      | 29. Mai 2013        | 25. Juni 2013     |
| Nuri Busahmein               | 25. Juni 2013       | 4. August 2014    |

| Name                      | Beginn der Amtszeit | Ende der Amtszeit |
| ------------------------- | ------------------- | ----------------- |
| Abu Bakr Buaira (Interim) | 4. August 2014      | 5. August 2014    |
| Aguila Saleh Issa         | 5. August 2014      | 15. März 2021     |

| Name             | Beginn der Amtszeit | Ende der Amtszeit |
| ---------------- | ------------------- | ----------------- |
| Mohamed al-Menfi | 15. März 2021       | amtierend         |